# Robert R. Reisz
Robert Rafael Reisz (Oradea, 1947) è un paleontologo canadese di origine rumena, specializzato nello studio degli stadi embrionali degli Amnioti e dell'evoluzione dei tetrapodi.

## Biografia e riconoscimenti
Dopo avere insegnato all'Università della California a Los Angeles per un anno, nel 1975 si reca all'Università Mississauga di Toronto, dove prosegue i suoi studi antropologici. Conducendo ricerche tra Nord America, Africa ed Europa, Reisz scopre inoltre fossili animali risalenti ad un'epoca compresa tra il Tardo Paleozoico ed il Nuovo Mesozoico. Le sue ricerche ricevono frequentemente fondi di denaro dalla National Geographic Society.
Pochi anni dopo, ha iniziato la pubblicazione di alcuni testi scientifici riguardanti la paleontologia; in totale, Reisz ha scritto oltre 100 testi diversi, trattanti argomenti differenti tra loro, come i pesci polmonati o i dinosauri. In particolare, ha sviluppato trattati riguardanti antichissimi embrioni di dinosauri, il più antico dinosauro bipede conosciuto, e il Petrolacosaurus kansensis - ossia il più antico rettile diapside conosciuto, oggi estinto.
Le pubblicazioni di Reisz hanno ricevuto numerosi riconoscimenti scientifici. In particolare, per avere dimostrato specifiche competenze accademiche, Reisz è divenuto Ricercatore Associato nel Royal Ontario Museum di Toronto, sin dal 1975. In seguito, dal 1980, ha ricevuto lo stesso incarico dal Carnegie Museum of Natural History di Pittsburgh. Inoltre, dal 1998, è divenuto ricercatore lavorante anche al Field Museum di Chicago.
Dal 2006 al 2010, inoltre, Reisz è stato uno degli editori del Journal of Vertebrate Paleontology, testo scientifico pubblicato dalla Società di Paleontologia dei Vertebrati.
Reisz ha anche seguito i percorsi formativi di molti studenti universitari, i quali hanno conseguito lauree - od altri titoli di studio - in Paleontologia, e/o branche scientifiche affini, dietro il suo tutoraggio.

## Principali pubblicazioni
- Reisz, R. R., Scott, D., Sues, H.-D., Evans, D. C. and Raath, M. A. (2005) Embryos of an Early Jurassic prosauropod dinosaur and their evolutionary significance. Science 309: 761-764.
- Reisz, R. R. and Smith, M.M. (2001) Lungfish dental pattern conserved for 360 million years. Nature 411: 548-550.
- Rybczynski, N and Reisz, R.R. (2001) Earliest evidence for efficient oral processing in a terrestrial herbivore. Nature 411: 684-687.
- Reisz, R.R., and Sues, H-D. (2000) The 'feathers' of Longisquama. Nature 408: 428.
- Berman, D. S, Reisz, R.R., Henrici, A.C., Sumida, S.S. and Martens, T. (2000) Early Permian Bipedal Reptile. Science 290: 969-972.
- Reisz, R.R. and H.D. Sues. (2000). Herbivory in Late Paleozoic and Triassic Terrestrial Vertebrates. pp 9–41. in: Evolution of Herbivory in Terrestrial Vertebrates,  Cambridge University Press., H.D. Sues, ed.
- Sues, H.D. and R.R. Reisz. (1998). Origins and early evolution of herbivory in tetrapods. TREE vol. 13.4, pp. 141–145.
- Reisz, R.R. (1997). The origin and early evolutionary history of amniotes. TREE. vol. 2 (6): 218-222.
- Laurin, M. and Reisz, R.R. (1995) A reevaluation of early amniote phylogeny. Zool. Jour. Linn. Soc. 113: 165-223.
- Laurin, M. and R. R. Reisz. (1997). A new perspective on tetrapod phylogeny. pp. 8–58. in: "The Origin of Amniotes: Completing the Transition to Land", Sumida, S. S.and K. L. M. Martin
- Reisz, R.R. and Laurin, M. (1991). Owenetta e l'origine delle testuggini. Nature 349(6307): 324-326.
- Laurin, M. and R.R. Reisz. (1990). Tetraceratops è il terapside più antico conosciuto. Nature: 345(6272): 249-250.
- Reisz, R.R. (1986). Pelycosauria. Handbuch der Palaeoherpetologie. Gustav Fischer Verlag, Stuttgart (Dr. P. Wellenhofer ed.) 102 pp., 43 figs.
- Reisz, R.R. (1977). Petrolacosaurus, il rettile diapside più antico conosciuto. Science 196: 1091-1093.